# 3347 Konstantin
3347 Konstantin eller 1975 VN1 är en asteroid i huvudbältet som upptäcktes den 2 november 1975 av den ryska astronomen Tamara Smirnova vid Krims astrofysiska observatorium på Krim. Den har fått sitt namn efter den sovjetiske flygplansdesignern Konstantin Kalinin (1889–1940).
Asteroiden har en diameter på ungefär sexton kilometer.